# Хасборн (Айфель)
Хасборн (нем. Hasborn) — община в Германии, в земле Рейнланд-Пфальц.
Входит в состав района Бернкастель-Витлих. Подчиняется управлению Мандершайд. Население составляет 555 человек (на 31 декабря 2010 года). Занимает площадь 6,18 км².